# Vagnhärad
Vagnhärad is een plaats in de gemeente Trosa in het landschap Södermanland en de provincie Södermanlands län in Zweden. De plaats heeft 3221 inwoners (2005) en een oppervlakte van 286 hectare.

## Verkeer en vervoer
Bij de plaats lopen de E4, Länsväg 218 en Länsväg 219.
De plaats heeft een station aan de spoorlijnen Katrineholm - Malmö en Järna - Åby.